# Most Recently Used
Als Most Recently Used (englisch für zuletzt verwendet, oft abgekürzt als MRU) wird eine Funktion des Windows-Betriebssystems bzw. seiner Programme bezeichnet, die es dem Benutzer erleichtern soll, zuletzt genutzte Einträge nochmals aufzurufen. Zu finden ist eine solche Liste u. a. im Programm Startmenü → Ausführen…, bei den zuletzt verwendeten Dateien in Microsoft Word, beim URL-Verlauf im Webbrowser oder in der Kommandozeile mit den Pfeiltasten ↑ und ↓. Bei Programmen mit grafischer Benutzeroberfläche wird die Liste meist unter dem Menü Datei angezeigt.
Um die MRU zu verwalten, wird in einer Konfigurationsdatei oder der Windows-Registrierungsdatenbank (meist nur Registry genannt) eine Liste angelegt. Sie enthält neben den eigentlichen Einträgen auch einen Wert (in der Registry oftmals der Standard-Wert), der die Reihenfolge beim Auslesen der Einträge angibt.